# الکسیس کاسترو (بازیکن فوتبال، زاده ۱۹۸۴)
الکسیس کاسترو (انگلیسی: Alexis Castro؛ زادهٔ ۲۳ ژانویهٔ ۱۹۸۴) بازیکن فوتبال اهل آرژانتین است.
از باشگاه‌هایی که در آن بازی کرده‌است می‌توان به باشگاه فوتبال گودوی کروز، باشگاه فوتبال العین، باشگاه فوتبال نیولز اولد بویز، و باشگاه فوتبال اتلتیکو هوراکان اشاره کرد.